# No Smoking
No Smoking (títol original: Smoking / No Smoking) és una pel·lícula francesa-italo-suïssa en dues parts, explotades separadament en sales, dirigida per Alain Resnais, estrenada l'any 1993. Ha estat doblada al català.
Es tracta de l'adaptació de l'obra Intimate Exchanges del dramaturg britànic Alan Ayckbourn, creada l'any 1982. D'altra banda, algunes intrigues no figuren en aquest llargmetratge.
A la vegada exercici d'estil rigorós per la construcció i fantasia, aquests dos films reunits són un exemple típic de «film múltiple» de Resnais, que proposa a cadascú sis finals diferents amb un començament comú. L'origen del títol resideix en la tria que fa un personatge al començament de la història: fumar una cigarreta (Smoking) o no (No Smoking).
El film obté el premi Louis-Delluc el 1993 i el César a la millor pel·lícula l'any 1994.

## Argument
La història presenta una sèrie de personatges en un petit poble de Yorkshire interpretats per dos actors (Sabine Azéma i Pierre Arditi) que ens van proposant diverses versions de la seva vida.
| Tria inicial | 5 segones més tard     | 5 dies més tard          | 5 setmanes més tard            | 5 anys més tard             |
| ------------ | ---------------------- | ------------------------ | ------------------------------ | --------------------------- |
| Smoking      | La visita del jardiner | El jardiner enamorat     | Tempesta sota una tenda        | Un enterrament              |
| Smoking      | La visita del jardiner | El jardiner enamorat     | Tempesta sota una tenda        | Una nova dona               |
| Smoking      | La visita del jardiner | El jardiner enamorat     | La vida d'una terrassa d'hotel | Un enterrament              |
| Smoking      | La visita del jardiner | El jardiner enamorat     | La vida d'una terrassa d'hotel | Un ofici d'acció de gràcies |
| Smoking      | La visita del jardiner | Una alumna aplicada      | Una festa campestre            | Un bateig                   |
| Smoking      | La visita del jardiner | Una alumna aplicada      | Una festa campestre            | Retorn del fill prodig      |
| No smoking   | La visita d'un amic    | Sopar sobre la terrassa  | Un partit de golf              | Felices Pasqües             |
| No smoking   | La visita d'un amic    | Sopar sobre la terrassa  | Un partit de golf              | Triomf de l'amistat         |
| No smoking   | La visita d'un amic    | Confessions en un rebost | Un contestatari                | Una missa de mitjanit       |
| No smoking   | La visita d'un amic    | Confessions en un rebost | Un contestatari                | Una escola en festes        |
| No smoking   | La visita d'un amic    | Confessions en un rebost | Amors boirosos                 | Un matrimoni                |
| No smoking   | La visita d'un amic    | Confessions en un rebost | Amors boirosos                 | Una simple cerimònia        |

## Desenvolupament de les escenes

### Com comença tot
La història comença al jardí de Celia i Toby Teasdale. Després d'un hivern particularment dur, potser és el primer dia assolellat de l'any. Mentre Celia i la seva minyona Sylvie netegen l'interior de la casa, Celia surt a buscar una escala al jardí quan la seva mirada topa amb un paquet de cigarretes. Es troba davant l'alternativa
1. Fumar una cigarreta — Veure "La visita del jardiner"
2. Continuar la neteja de primavera – Veure "La visita d'un amic"

### La visita del jardiner
Celia s'asseu i fuma la cigarreta. Piquen al timbre cinc segons més tard i Sylvie va a obrir. És Lionel Hepplewick, el jardiner i el guardià de l'escola local on Toby treballa i que Celia ha trucat amb la finalitat que li condicioni el seu jardí. El matrimoni de Celia i de Toby s'enfonsa i Lionel fa comprendre a Celia amb mitges paraules que està disponible, i es compromet a renovar el seu jardí. Però igualment es compromet a ajudar Sylvie i a sortir amb ella. Lionel pot:
1. Rebutjar Sylvie — Veure "El jardiner enamorat"
2. Sortir amb Sylvie – Veure "Una alumna aplicada"

### La visita d'un amic
Celia resisteix a la temptació i va a buscar l'escala. No sent el timbre. És abordada per Miles Coombs, el millor amic de Toby i membre del consell de disciplina de l'escola que dirigeix en la qual té un lloc important.
El comportament de Toby és tan degradat que els alumnes desitgen abandonar l'escola i que ell sigui a punt de ser acomiadat. Tot i que Miles està persuadida que Toby canviarà un dia, Celia s'afanya en abandonar-ho.
Miles pot:
1. Provar d'arrodonir les arestes — Veure "Sopar a la terrassa"
2. Provar de defensar Toby tot sol – Veure "Confessions en un rebost"

### El jardiner enamorat
Cinc dies més tard, Lionel neteja la tramesa dels Teasdale. En absència de Toby, Lionel i Celia aprenen a conèixer-se i quan descobreix que és aprenent de forner, Celia li proposa de muntar una empresa amb ell.
Toby torna i promet a Celia que canviarà i que la respectarà.
Celia pot:
1. Rebutjar les excuses i muntar la seva empresa — Veure "Tempesta sota una tenda"
2. Quedar amb Toby i acceptar les seves excuses – Veure "La vida d'una terrassa d'hotel"

### Una alumna aplicada
L'endemà de la cita entre Sylvie i ell, Lionel i ella netegen la casa dels Teasdale. Celia impressiona Lionel que ho aprofita per ensenyar a Sylvie a voler sempre obtenir el millor d'ella mateixa. Lionel sembla encara impressionat per Sylvie.

### Sopar a la terrassa
Cinc dies més tard Miles i Celia sopen sense els seus respectius marits, que es diverteixen per enfotre-se'n, havent-se engatat una mica. Miles revela que Celia ocupa el centre dels seus pensaments.

### Confessions al rebost
Cinc dies més tard, Miles i la seva esposa Rowena caminen quan es posa a ploure i es protegeixen a casa dels Teasdale. Més tard, Rowena admet que enganya Miles i decideix que també ha de tenir un embolic amorós. Ella el tanca al rebost quan el rebutja i Sylvie l'allibera. Accepta la idea que podria ser infidel i voldria que fos la seva amant.
Sylvie pot:
1. Rebutjar — Veure Un contestatari
2. Acceptar – Veure Amors boirosos

### Tempestes sota una tenda
Cinc setmanes més tard, Celia i Lionel preparen la parada per la fira esportiva de l'any, però tot va malament entre el pa que Lionel ha preparat i que s'ha fet malbé, el fet que arribi tard i els ingredients remullats per la pluja. Celia es torna boja i es baralla amb Miles Coombs que va a buscar ajuda després de l'haver-la embolicada amb un llençol.
Miles pot:
1. Marxar a buscar Toby — Veure Un enterrament (1)
2. Marxar a buscar Lionel – Veure Una nova dona

### La vida d'una terrassa d'hotel
Cinc setmanes més tard, Celia i Toby estan de "vacances" en un hotel miserable i Toby es recupera d'una angina de pit. Pel que fa a Lionel, ha rebutjat tenir en compte la resposta de Celia i aprofitant que Toby ha marxat a passejar, no deixa de fer-li la cort, provocant una depressió i singlots. Quan Toby torna, Celia li explica tot.
Toby pot:
1. Barallar-se amb Lionel — Veure Un enterrament (2)
2. Ignorar Lionel – Veure Un ofici d'acció de gràcies

### Una festa campestre
Cinc setmanes més tard, Sylvie ajuda als preparatius de la festa del poble. Lionel ha perdut el seu treball, cosa que qüestiona Sylvie la seva relació. Sent de la boca del seu amant que ha de deixar els cursos particulars que Toby li dona amb la finalitat de ser una dona de món. Quan Celia en parla a Toby, li suplica de no perdre el seu temps i el seu intel·lecte, cosa que la frustra.
Sylvie pot:
1. Casar-se amb Lionel i fundar una família amb ell — Veure Un bateig
2. Espavilar-se ella mateixa El retorn del nen prodigi

### Un partit de golf
Cinc setmanes més tard, Miles i Toby passen molt temps junts. Malgrat la gelosia de Celia, Toby gairebé ha parat definitivament de beure. Toby i Rowena es troben i Toby confessa a Rowena que les seves bogeries posen la seva parella en perill, al que respon que hauria de passar més de temps amb ella i que això no la faria infidel.
Va doncs a abordar-lo i intenta seduir-ho.
Miles pot:
1. Revifar la flama amb Rowena — Veure Felices Pasques
2. Rebutjar les insinuacions de Rowena – Veure El triomf de l'amistat

### Un contestatari
Miles, destrossat pel rebuig de Sylvie, s'ha tancat al rebost dels Teasdale amb disgust de Toby que veu que Celia i Sylvie el sobreprotegeixen massa. Toby demana a Lionel de ompli de fum la reserva però s'ho pren massa a la valenta. A la manera de fidelitat, Rowena tira el pantaló de Lionel al foc.
Miles pot:
1. Abandonar Rowena — Veure Una missa de mitjanit
2. Tornar amb Rowena – Veure Una escola en festes

### Amors boirosos
Cinc setmanes més tard, Miles i Sylvie es passegen per Anglaterra però encara que Miles està encantat, Sylvie ho està molt menys. A causa de la boira, es perden i una ovella espanta Miles. Sylvie acaba per tornar a casa i Rowena arriba informant a Miles que la mare de Sylvie ha caigut malalta.
Miles pot:
1. Tornar amb Rowena — Veure Un matrimoni (2)
2. Tornar sol – Veure Una Simple Cerimònia

### Un enterrament (1)
Cinc anys més tard, Toby s'ocupa de la depressió nerviosa de Celia mentre Lionel ha fundat una cadena de fast-food.

### Una nova dona
Cinc anys més tard, Celia, gràcies a Lionel, ha abandonat Toby i dirigeix una cadena culinària. El seu estat va molt millor mentre que Toby, al contrari, va més malament. Lionel s'ha convertit en el xofer de Célia.

### Un enterrament (2)
Cinc anys més tard, Toby ha mort i Lionel ara és enterrador que no deixa de cortejar Celia, qui tanmateix rebutja les seves proposicions.

### Un ofici d'acció de gràcies
Cinc anys més tard, Toby, el comportament del qual no ha millorat, s'ha separat de Celia que lamenta no haver-se casat amb Lionel. Ara és taxista i ha fundat una família.

### Un bateig
Cinc anys més tard, Sylvie i Lionel s'han casat i són pares de nens que porten el nom de diversos poetes i figures de la literatura. Sylvie ha demanat a Toby ser el padrí de la seva petita i aquest accepta.

### El retorn del nen prodigi
Cinc anys més tard, Toby és entrevistat per una periodista per una revista femenina per la seva escola. Sylvie és qui l'interroga.

### Felices Pasqües
Miles i Rowena tornen al poble després de cinc anys vivint a Austràlia. Toby ha sucumbit a la beguda després d'haver-ne estat depenent molt de temps.

### El triomf de l'amistat
Cinc anys més tard, Miles i Toby comparteixen casa després d'haver abandonat les seves esposes respectives. Celia ofereix a Miles suport pel que fa al alcoholisme de Toby.

### Una missa de mitjanit
Miles torna per primera vegada al poble després de cinc anys d'absència i Rowena continua enganyant-lo sense vergonya.

### Una escola en festes
Cinc anys més tard, Miles i Rowena estan encara junts però aquesta vegada, Rowena no l'enganya més.

### Un matrimoni (2)
Cinc anys més tard, Sylvie es casa amb Lionel i demana a Miles d'escortar-la fins a l'altar.

### Una simple cerimònia
Miles ha tingut una caiguda mortal tornant sol. Toby i Rowena han erigit un rebost en el seu honor, mentre que Sylvie ve a asseure-hi, perduda en els seus pensaments.

## Repartiment
- Pierre Arditi: Toby Teasdale / Miles Coombes / Lionel Hepplewick / Joe Hepplewick
- Sabine Azéma: Celia Teasdale / Sylvie Bell / Irene Pridworthy / Rowena Coombes / Josephine Hamilton
- Peter Hudson: El narrador

## Premis i nominacions
- César a la millor pel·lícula
- César al millor director - Alain Resnais
- César al millor guió original o adaptació - Jean-Pierre Bacri i Agnès Jaoui
- César al millor actor - Pierre Arditi
- Nominació al César a la millor actriu - Sabine Azéma
- César al millor decorat - Jacques Saulnier
- César a la millor fotografia - Renato Berta
- César al millor so - Bernard Bat i Gérard Lamps
- César al millor muntatge - Albert Jurgenson